# Her
Her is een Amerikaans romantisch sciencefiction-filmdrama uit 2013, geschreven, geregisseerd en geproduceerd door Spike Jonze. De productie won meer dan 85 prijzen, waaronder een Oscar en Golden Globe voor beste originele scenario. De film werd daarnaast voor vier andere Oscars genomineerd, waaronder die voor beste film.

## Verhaal
Het is het jaar 2025. De alleenstaande Theodore Twombly (Joaquin Phoenix) werkt voor een bedrijf dat persoonlijke brieven schrijft voor klanten. Ondertussen probeert hij over de breuk met zijn vrouw Catherine (Rooney Mara) heen te komen. Op een dag ziet hij in een winkelcentrum een nieuw product en besluit dat uit te proberen. Het gaat om een intelligent, zelfbewust en zelflerend besturingssysteem voor alle gecomputeriseerde voorwerpen die hij gebruikt. Het stelt zich voor als Samantha en heeft een vrouwenstem en -persoonlijkheid. Hoe langer Theodore communiceert met Samantha (Scarlett Johansson), hoe beter ze elkaar leren kennen en hoe meer er een van beide kanten oprechte liefdesrelatie ontstaat.

## Rolverdeling
- Joaquin Phoenix als Theodore Twombly
- Scarlett Johansson als Samantha (stem)
- Amy Adams als Amy
- Rooney Mara als Catherine
- Olivia Wilde als Amelia
- Chris Pratt als Paul
- Matt Letscher als Charles
- Sam Jaeger als Dr. Johnson
- Luka Jones als Mark Lewman
- Kristen Wiig als Sexy Kitten (stem)
- Bill Hader als chatroomvriend #2 (stem)
- Spike Jonze als buitenaards kind (stem, in de aftiteling als Adam Spiegel)
- Portia Doubleday als Isabella
- Soko als Isabella (stem)
- Brian Cox als Alan Watts (stem)